# صاكة
صاكة قرية مغربية أمازيغية شمال شرق المملكة، تنتمي إلى إقليم جرسيف، شرقي مدينة تازة، تضم بلدة صاكة 19.547 نسمة (إحصاء 2004).

## المكان الجغرافي
تقع صاكا على الطريق الوطنية رقم 15 الرابطة بين إقليم الناظور وإقليم جرسيف. ترتبط بالجماعة من الشمال جماعة أفسو إقليم الناظور، ومن الغرب جماعة عين الزهرة أو عين زورة إقليم الناظور، ومن الشرق إقليم تاوريرت، ومن الجنوب إقليم جرسيف الذي تنتمي إليه الجماعة.

## أصل التسمية
صاكا كلمة أمازيغية مركبة من كلمتين (سّـَـا) و (يْكَّا) (ssa ykka) وتعني (مرَّ من هنا)، وهو مصطلح ظهر إبّان الاستعمار الإسباني والفرنسي، إذ يُحكى أن دورية تمشيطية إسبانية عسكرية كانت تتعقب المجاهدين لتصفيتهم، وكانوا يُرغمون الأهالي على البوح بتحركات المجاهدين.. وتحت تأثير الضغط اضطرّ أحدهم أن يخبرهم بأن قائد المجاهدين «يكّا سّا» أي مرّ من هنا مشيرا إلى المكان الذي يسمى حاليا «صاكا»، وبهذا دوّن الإسبان هذا المصطلح في أوراقهم الرسمية.

## السّاكنة
تتشكل ساكنة صاكا من قبيلة آيت بويحيي، وهي قبيلة أمازيغية ريفية من أكبر قبائل منطقة الريف (المغرب) الشرقي مساحة وهي ذات أصول زناتية، وتضم هذه القبيلة داخل جماعة صاكا بطونا عديدة وهي:

- آيت علي

- آيت عبد السميع

- آيت الحناوي

- آيت عثمان

- آيت سالم

- شرفاء آيت بومعاويا

وقد بلغ عدد سكان الجماعة 19547 نسمة حسب إحصاء 2004

## صاكا المقاومة
وقد عُرف عن صاكا مقاومتها الشرسة للاستعمار الفرنسي والإسباني في ظل جيش التحرير بمنطقة الريف الشرقي، فقد كانت هذه المنطقة آنذاك منطقة إستراتيجية بالنسبة لفرنسا وإسبانيا، وكانت دائما في صلب الاتفاقيات المبرمة بينهما، باعتبار أنها كانت تشكل منطقة الحدود الأسبانية الفرنسية في ظل الاستعمار.

## المناظر الطبيعية والمعالم الأثرية
و مما تتميز به جماعة صاكا من مناظر طبيعية نجد البحيرة السياحية الكبيرة التي تعرف باسم أفرض بالأمازيغية ومعناها بالعربية {الحوض}، وكذلك جبل مزكوط الذي يبلغ طوله 1800 متر وهو امتداد لسلسلة جبال الريف، وكذلك تعرف بمنبع يستعمل ماؤه للتداوي يعرف محليا باسم (لكْوَارْسْ) أو لحوامض.. وبقصبة مولاي إسماعيل بمنطقة كرواو أيارواو، وبثكنة عسكرية فرنسية في بومعاويا...

ويبقى أهم شيء يمكن لصاكا أن تفتخر به هو موقع حاسي ن وانزكا الذي تم العثور فيه على أقدم الأواني الـخزفية في منطقة الريف الشرقي ودراسة الموقع أكدت أن الإنسان القديم عاش منذ أزيد من 16000 سنة قبل الميلاد في هذه منطقة.

## المناخ الجبلي
تُعرَف صاكا بمناخها الجميل والمعتدل في فصل الصيف، وبالبرودة القاسية في فصل الشتاء نظرا للطبيعة الجبلية المحيطة بها.